# 锡尔维什主教座堂

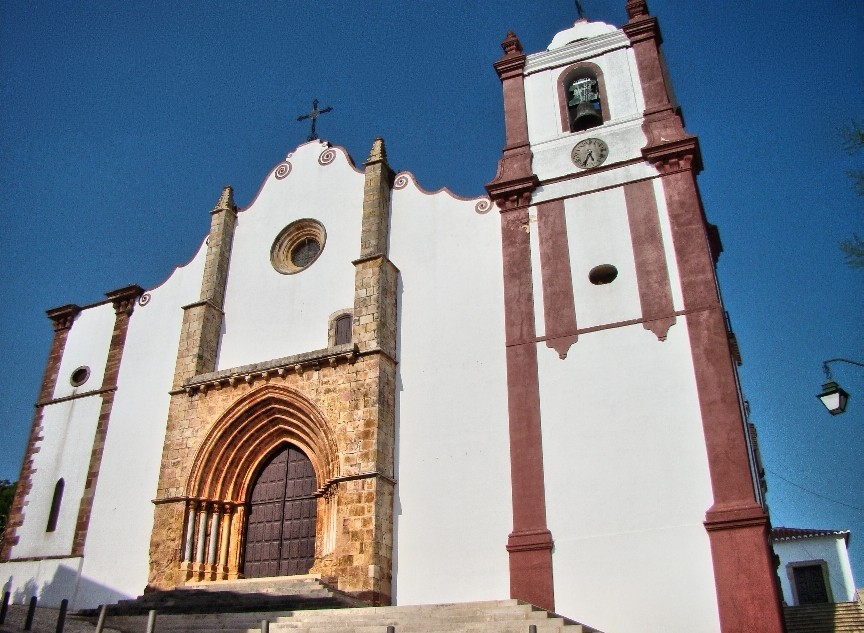
锡尔维什主教座堂

锡尔维什主教座堂（葡萄牙語：Sé Catedral de Silves）位于葡萄牙南部阿尔加维大區城市锡尔维什，建于15世纪，为阿尔加维重要的哥特式建筑。